# Margol
Margol ou Caɓɓal Margol est un village de la commune de Ngaoundéré III situé dans le département de la Vina dans la région de l'Adamaoua au Cameroun.

## Population
Lors du recensement de 2005, 285 personnes y ont été dénombrées, dont 142 de sexe masculin et 143 de sexe féminin.